# Хара Василь Георгійович
Васи́ль Гео́ргійович Хара́ (нар. 11 вересня 1947, Максимівка Волноваського району на Донеччині) — народний депутат України, екс-голова Федерації профспілок України.

## Життєпис
Родився 11 вересня 1947 (с. Максимівка, Волноваський район, Донецька область); грек; батько Георгій Іванович (1913—1985); мати Катерина Василівна (1918—1988); дружина Людмила Василівна (1948); дочка Еліна (1968) — менеджер туристичної фірми; син Олександр (1976) — дипломат.

### Освіта
Ленінградська вища профспілкова школа (1971—1976), методист культурно-просвітньої роботи вищої кваліфікації.
- 1963–1967 — учень, Донецьке культурно-просвітне училище.
- 1967–1969 — служба в армії.
- 1969–1971 — керівник гуртка Будинку культури ім. Горького, Донецьк.
- 1971–1972 — студент.
- 1972–1976 — завідувач клубу шахти «Бутівка-Донецька».
- 1976–1978 — директор Палацу культури шахтоуправління «Жовтневе».
- 1976–1987 — завідувач відділу,
- 1987–1993 — заступник голови Донецького обласного комітету профспілки металургів.
- 1993–1994 — заступник голови, з 1994 — голова Донецької облради профспілок.
- З 1994 — член Конгресу і Ради ФПУ.
- 1994—2003 — член Національного олімпійського комітету.
- липень-листопад 2005 — керівник виборчого штабу Партії регіонів.

Грамота Президії ВР УРСР (1969). Почесна грамота ВР України (2003). Заслужений працівник соціальної сфери України (з серпня 2010).

### Депутатська діяльність
- Нардеп 3-го скликання з березня 1998 по квітень 2002 від КПУ, № 15 в списку. На час виборів: голова Донецької облради профспілок. Голова підкомітету у справах державного соціального страхування, діяльності профспілкових та інших громадських організацій Комітету з питань соціальної політики та праці (з липня 1998); член фракції КПУ (з травня 1998).
- Нардеп 4-го скликання з квітня 2002 по квітень 2006 від КПУ, № 16 в списку, безпартійний. Член фракції комуністів (травень — листопад 2002), член фракції «Регіони України» (листопад 2002 — вересень 2005), член фракції Партії регіонів «Регіони України» (з вересня 2005), голова Комітету з питань соціальної політики та праці (з червня 2002).
- Нардеп 5-го скликання з квітня 2006 від Партії регіонів, № 24 в списку, член ПР. Член фракції Партії регіонів (травень — вересень 2006). Голова підкомітету з питань державного соціального страхування, розвитку соціального партнерства та діяльності об'єднань громадян сторін соціального партнерства Комітету з питань соціальної політики та праці (з липня 2006), заступник голови фракції Партії регіонів (з вересня 2006).
- Нардеп 6-го скликання з листопада 2007 від Партії регіонів, № 25 в списку. Уповноважений представник фракції Партії регіонів.

У 2007 році очолював ТСК для вивчення питань аналізу стану додержання Конституції та законів України у нормотворчій та правозастосовчій діяльності державних органів, посадових осіб, інших суб'єктів владних повноважень.
10 серпня 2012 року у другому читанні проголосував за Закон України «Про засади державної мовної політики».